# شهرستان اسردتس
شهرستان اسردتس (به بلغاری: Sredets Municipality) یک شهرستان در بلغارستان است که در استان بورگاس واقع شده‌است. شهرستان اسردتس ۱٬۱۴۹٫۸۸ کیلومتر مربع مساحت و ۱۴٬۹۳۴ نفر جمعیت دارد.